# Enrique Romero Barco
Enrique Romero Barco (Coria del Río, provincia de Sevilla, 19 de septiembre de 1929-ibídem, 18 de diciembre de 1991) fue un futbolista español que se desempeñaba como centrocampista. Es el hermano del también futbolista Manuel Romero Barco.

## Clubes
| Club       | País   | Año         |
| ---------- | ------ | ----------- |
| Sevilla FC | España | 1949 - 1958 |